# (38317) 1999 RJ115
1999 RJ115 (asteroide 38317) é um asteroide da cintura principal. Possui uma excentricidade de 0.08695960 e uma inclinação de 6.91471º.
Este asteroide foi descoberto no dia 9 de setembro de 1999 por LINEAR em Socorro.